# Pantherodes arizonensis
Pantherodes arizonensis là một loài bướm đêm trong họ Geometridae.